# Бику (Ясси)
Бику (рум. Bâcu) — село у повіті Ясси в Румунії. Входить до складу комуни Іпателе.
Село розташоване на відстані 296 км на північ від Бухареста, 27 км на південь від Ясс.

## Населення
За даними перепису населення 2002 року у селі проживали 672 особи, усі — румуни. Усі жителі села рідною мовою назвали румунську.